# 阿倫赫斯特 (喬治亞州)
阿倫赫斯特（英語：Allenhurst）是一個位於美國喬治亞州利柏提縣的城市。

## 地理
阿倫赫斯特的座標為31°46′53″N 81°36′30″W / 31.78139°N 81.60833°W，而該地的平均海拔高度為18米（即59英尺）。

## 人口
根據2010年美國人口普查的數據，阿倫赫斯特的面積為2.90平方千米，當中陸地面積為2.90平方千米，而水域面積為0.00平方千米。當地共有人口695人，而人口密度為每平方千米239.66人。